# Blaenau Ffestiniog
Blaenau Ffestiniog (pronunciación: /ˈblaɪnaɪ fɛsˈtɪnjɒɡ/) es una pequeña ciudad histórica en el condado Gwynedd, en el noroeste de Gales, Reino Unido. En el pasado tuvo gran importancia por las explotaciones de pizarra; en la actualidad es un destino turístico en medio del Parque Nacional de Snowdonia.

## Geografía

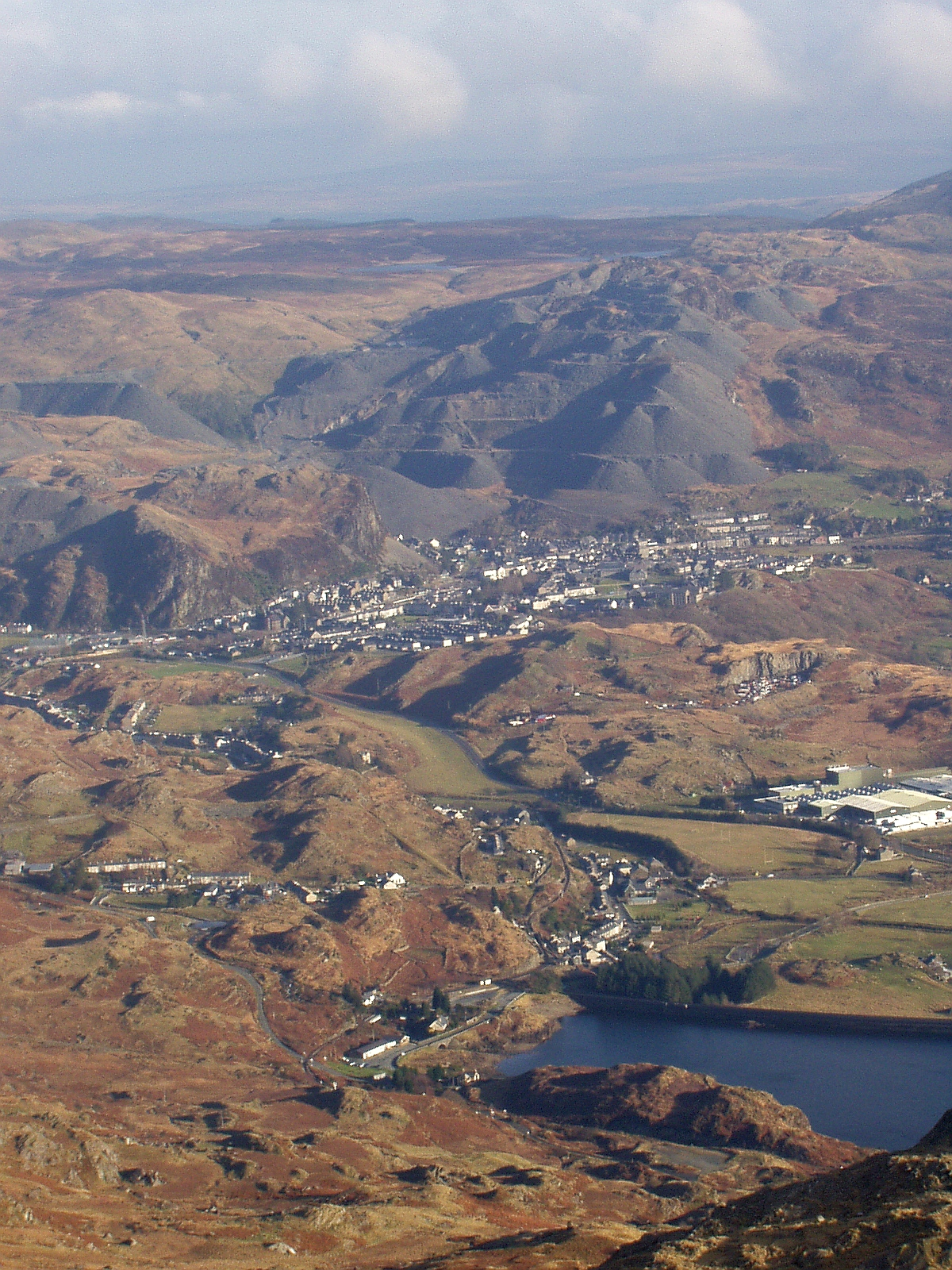
Vista de la ciudad y las montañas circundantes.

Situado en la zona de Yr Wyddfa (Snowdonia en idioma inglés), la ciudad fue uno de los puntos importantes de la industria de extracción de pizarra en Gales, hasta la decadencia del sector a principios del siglo XX. En la actualidad la economía de la ciudad se basa principalmente en el turismo. Aunque la ciudad está en medio del Parque Nacional del Snowdonia, las fronteras de este omiten específicamente la ciudad y las antiguas minas.
Las colinas alrededor de Blaenau Ffestiniog forman la divisoria entre las cuencas del río Conwy, que corre hacia el norte, y la del río Dwyryd, que lo hace hacia el oeste.

## Turismo
La ciudad se enorgullece de sus atracciones turísticas de peso, como el Ffestiniog Railway y las cuevas de pizarra de Llechwedd, una antigua mina abierta a los visitantes. Periódicamente la ciudad aparece en la lista de los cinco destinos preferidos de Gales.
Blaenau Ffestiniog acogió el Eisteddfod Nacional del 1898. La población ha formado parte del condado tradicional galés del Meirionnydd.

## Educación
El Ysgol y Moelwyn es la principal escuela secundaria del área, y reúne alumnos de Blaenau, Manod, Tanygrisiau, Ffestiniog, Trawsfynydd, Gellilydan y, incluso, del valle de Ffestinog. Hay otras escuelas secundarias por los alrededores, la mayoría amenazadas de cierre o fusión con otras.

## Hermanamientos
El 2 de junio de 2015, debido al 150° aniversario de la colonización galesa en Argentina la ciudad de Rawson, capital de la provincia del Chubut, se hermanó en un acto oficial con la ciudad de Blaenau Ffestiniog. El hermanamiento surgió por un grupo de habitantes de la ciudad galesa. Desde dicha ciudad partieron 10 colonos en el velero Mimosa, además Lewis Jones, uno de los fundadores de la colonia, dio varios discursos en la ciudad para atraer colonos a la Patagonia. La firma definitiva se realizó en Gales junto a una delegación argentina compuesta de autoridades de Rawson y vecinos descendientes de galeses, entre ellos una descendiente directa de Lewis Jones.